# Valério Hoerner Júnior
Valério Hoerner Júnior (Curitiba, 29 de junho de 1943 - Curitiba, 27 de abril de 2015) foi um advogado, professor, jornalista, escritor e historiador brasileiro
.
Hoerner ocupou a "cadeira n° 40" da Academia Paranaense de Letras, tendo sido eleito em 1981.

## Biografia
Filho de Valério Kormann Hoerner e Maria de Lourdes Correia Hoerner, foi bisneto de Leocádio José Correia. Após estudar no Colégio Estadual do Paraná, graduou-se em Direito pela Universidade Federal do Paraná em 1969, especializando no Rio de Janeiro e São Paulo.
Iniciou a vida profissional como jornalista no jornal Gazeta do Povo em 1962 e após formado, foi professor acadêmico de Direito e Filosofia, ministrando aulas nas disciplinas de "Direito Romano", "História do Direito", "Filosofia do Direito", "Ética" e "Linguagem Forense". Mantinha uma coluna semanal, até o seu falecimento, no mesmo jornal do início de carreira e escreveu mais de 700 artigos. Como escritor, escreveu 37 livros, a grande maioria sobre história. 
Eleito para a Academia Paranaense de Letras, tomou posse no dia 19 de novembro de 1981 e além de acadêmico, exerceu cargos administrativos dentro da instituição.

## Obras
Alguns do seus principais livros:
- O morto vivo (1978)
- A vida do Dr. Leocádio (1979)
- Curitiba 1900 (1981)
- O folclórico Palácio (1982)
- Curitiba 1900 (1981)
- Ruas e Histórias de Curitiba (1989)
- Palácio Avenida (1991)
- Atlético: a paixão de um povo, Uma paixão eterna (1994)[1]
- Roma - Civilização e Direito (Síntese Didática) (2007)
- Maragatos (Ensaio de Compreensão Histórica) - A Revolução Federalista no Paraná e o General Gumercindo Saraiva (2007)